# Ría de Santa Marta de Ortigueira
Ría de Santa Marta de Ortigueira är en flodmynning i Spanien.   Den ligger i provinsen Provincia da Coruña och regionen Galicien, i den nordvästra delen av landet, 500 km nordväst om huvudstaden Madrid. Arean är 29,0 kvadratkilometer.